# 메이오 정변
메이오 정변(일본어: 明応の政変)은 일본 무로마치 시대 메이오 2년(1493년)에 일어난 아시카가 쇼군 폐위 사건이다. 또한, 근년 일본사학계에서는 이 사건을 센고쿠 시대의 시작이라고 보는 견해가 유력하다.

## 경위

### 쇼군 계승 분쟁
아시카가 요시키(足利義材)는 오닌의 난에서 야마나 소젠(山名宗全)이 이끄는 서군의 맹주로 옹립된 아시카가 요시미(足利義視, 요시마사의 동생)의 적자로, 오닌의 난이 서군 열세로 정리되는 양상을 보이자 부친과 함께 미노국 슈고 도키 시게요리(土岐成頼)를 의지하여 미노로 도망쳤다. 전대 쇼군 요시마사의 아들로 요시키의 사촌형인 제 9대 쇼군 아시카가 요시히사(足利義尚)는 롯카쿠 가문을 토벌하기 위하여 슈고 다이묘와 호코슈(奉公衆)를 이끌고 오미로 친히 출진하였으나, 토벌을 마치지 못한채 조로쿠 3년(1489년) 3월에 진중에서 병사하였다(조쿄·엔토쿠의 난(長享・延徳の乱)).
요시키는 요시미와 함께 상락하여 제 10대 쇼군에 추천되었으나, 제 8대 쇼군 아시카가 요시마사(足利義政)와 간레이 호소카와 마사모토(細川政元) 등은 호리고에 구보 아시카가 마사토모(足利政知, 요시마사의 이복형)의 아들로 덴류지(天龍寺) 가겐인(香厳院)의 법주로 있던 요시히사와 요시키의 사촌형 세이코(清晃, 아시카가 요시즈미(足利義澄))를 밀었다. 그러나, 요시마사의 정실 히노 도미코(日野富子)가 자신의 조카인 요시키를 후원하여, 이듬해 엔토쿠 2년(1490년)에 요시마사가 사망하자 요시미의 출가를 조건으로 요시키가 제 10대 쇼군에 취임하게 되었다.
이 결정에 반대한 호소카와 마사모토와 이세 사다무네(伊勢貞宗)는 요시미 부자와 대립하여, 4월 27일에 사다무네가 만도코로도닌(政所頭人)직을 사임하였다. 그런데 기묘하게도 같은 날, 히노 도미코가 쇼군 후계에서 밀려난 세이코를 위하여 전 쇼군 요시히사가 살았던 고카와도노(小川殿)를 양도하기로 결정하였다. 쇼군을 상징하는 저택을 세이코가 물려받은 것을 알게 된 요시미는 이를 요시키를 경시하는 것으로 여기고 격노하여, 다음 달에 도미코에게 알리지 않고 무단으로 고카와도노를 파괴하였다. 도미코는 이를 요시미의 약속 위반이라며 반발하여 요시키와 거리를 두게 되었고, 요시미의 병사 후에도 양자의 관계는 개선되지 않았다.
요시키는 전 쇼군 요시히사의 정책을 답습하여, 단바국, 야마시로국 등 기나이에서 발생한 잇키에 대응하기 위하여, 엔토쿠 3년(1491년) 롯카쿠 토벌을 계승하는 등 군사력 강화를 꾀하였다.

### 쿠데타
메이오 2년(1493년), 전임 간레이 하타케야마 마사나가(畠山政長)는 적대중인 하타케야마 요시토요(畠山義豊, 하타케야마 요시나리(畠山義就)의 아들)를 토벌하기 위하여, 요시키에게 가와치국에 친정을 요청하였다. 마사모토는 이에 반대하였으나, 하타케야마 가문(畠山氏) 가독 계승 문제를 마사나가에게 유리하게 해결하기 위하여, 요시키는 2월 15일 토벌군을 출진시켰다.
마사모토는 요시키에게 불만을 품기 시작한 히노 도미코와 아카마쓰 마사노리(赤松政則), 이세 사다무네와 손을 잡고, 4월 22일 밤에 세이코를 환속시키고 제 11대 쇼군으로 옹립하는 쿠데타를 결행하였다. 히노 도미코가 선대 쇼군 요시마사의 정실의 입장으로 직접 지휘를 하여, 마사모토에게 교토의 제압을 명하였다. 이 소식을 들은 요시키 측은 동요하기 시작했고, 거기에 이세 사다무네가 요시키와 동행안 슈고와 호코슈, 부교슈(奉行衆)에게 신임 쇼군을 따르라는 내용의 밀서를 보내자, 27일까지 요시키의 측근이었던 자들도 교토로 대거 귀환하여, 요시키 세력은 붕괴하고 말았다. 하타케야마 마사나가가 패사하자, 요시키는 아시카가 쇼군 전래의 갑주와 보검을 가지고 우에하라 모토히데(上原元秀)의 진영에 투항하여 교토 류안지(竜安寺)에 유폐되었다. 또한 부친 요시미 이래의 측근이었던 구게 하무로 미쓰타다(葉室光忠)는 처형당하였다.
같은 해 6월, 유폐된 요시키는 측근의 도움으로 엣추국 이미즈 군 호조즈(放生津)로 도망가, 마사나가의 중신 이미즈 군(射水郡)과 네이 군(婦負郡) 슈고다이 진보 나가노부(神保長誠)에게 의탁하였다. 요시키 파의 가신과 구게, 승려 등 70여 인이 요시키를 따라 엣추로 내려갔다(엣추 구보(越中公方)).

## 영향
이 정변으로 마사모토는 막부 정치를 장악하는 데 성공하였지만, 호코슈 등 군사적 기반이 붕괴하고 막부의 수장이 쇼군과 엣추 구보로 이원화었기 때문에 쇼군 권력은 약화되어, 전국 각지에서 각 쇼군가를 지지하는 분쟁이 계속되게 되었다. 이후, 막부 정치는 호소카와 가문(細川氏)의 권력에 의해 간신히 지탱되었으나, 그 호소카와 가문 내부에서도 이세 가문(伊勢氏)과의 협조를 주장한 중신 우에하라 모토히데가 암살되는 등, 내부 균열이 발생하였다.
한편, 막부 만도코로도닌이자 야마시로 슈고인 이세 사다미치(伊勢貞陸, 사다무네의 아들)가 교토에 잔류한 막부 관료조직을 장악하여, 호소카와 마사모토와의 권력 흥정을 계속하고 있었다. 사다미치는 도미코의 요청으로 쇼군 요시즈미의 후견역을 맡아서, 요시즈미와 마사모토의 결정도 사다미치의 공문서 작성 명령 없이는 충분한 효과를 발휘할 수 없을 정도였다.
근년에는 메이오 정변과 같은 해(1493년) 벌어진 이마가와 우지치카의 가신 이세 소즈이(伊勢宗瑞, 호조 소운)의 이즈국 침공이 요시즈미와 대립하던 이복형 호리고에 구보 아시카가 자차마루(足利茶々丸)를 쓰러트리기 위해, 마사모토와 우에스기 사다마사(上杉定正)가 제휴하여 벌인 일이라는 견해가 유력해지고 있다.
이렇게 메이오 정변은 중앙 정권의 쿠데타에 그치지 않고, 일본 전국, 특히 간토 지방의 전란과 하극상 움직임을 상례화시킨 계기가 되는 중대한 분기점으로, 일본사학계에서는 이 사건을 센고쿠 시대의 시작으로 보는 관점이 유력해지고 있다.